# Девојчица и јагоде (песма)
Девојчица и јагоде је дечија песма која се налази у збирци дечије књижевности Детињство, познате српске песникиње Десанке Максимовић.

## Анализа песме
Девојчица зове јагоде да устану и окрену своје лице к сунцу. Тако ће бити румене баш као и она. Тако су се и јабуке сунчале, па постале руме, сунчале су се тако и крушке и дренове бобице. Девојчица зове да устану и боровнице, па нека на сунцу поцрне. Тако су на сунцу стајале и поцрњеле и купине.

## О песникињи
Десанка Максимовић је српска песникиња, приповедач, романсијер, писац за децу, академик Српске академије наука и уметности, повремено преводилац, најчешће поезије с руског, словеначког, бугарског и француског језика.
Писала је песме о детињству, љубави, завичају, природи, животу, пролазности, па и смрти.
Осим њених значајних песмама за младе и одрасле, Десанка Максимови значајна је песникиња за децу. Као и остале песме, и дечије песме обилују прекрасним песничким сликама, богате су стилским фигурама и свака носи лепу поуку. Деца једнако уживају у поезији ове песникиње као и одрасли, наравно, читајући о темема које су им примереније и које могу да разумију. Управо такве песме налазе се у њеној збирци дечје књижевности „Детињство“.